# 윤영주
윤영주(1966년 5월 23일~ )는 대한민국의 배우이다.

## 이력
1974년 영화배우 첫 데뷔하였고 1983년 연극배우 데뷔하였으며 1985년 KBS 11기 공채 탤런트로 정식 선발되었다.

## 학력
- 성신여자대학교 산업미술과

## 출연작

### 드라마 & 시트콤
- 《사랑의 화원》(1987년, KBS2)
- 《무풍지대》(1989년, KBS2)
- 《대원군》(1990년, MBC)
- 《서울 뚝배기》 (1990년, KBS1) - 김양 역
- 《그리고 흔들리는 배》 (1991년, KBS2)
- 《촛불처럼 타다》 (1991년, KBS2)
- 《밥을 태우는 여자》 (1994년, KBS2)
- 《대추나무 사랑걸렸네》(1994년, KBS1)
- 《빈 잔의 축배》(1994년, KBS1)
- 《숨은 그림 찾기》 (1994년, KBS2)
- 《이가사 크리스티》 (1995년, SBS)
- 《은실이》 (1998년, SBS) - 공옥자 역
- 《명성황후》 (2001년, KBS2)
- 《동양극장》 (2001년, KBS2)
- 《그대는 별》 (2004년, KBS1) - 서동자 역
- 《인수대비》 (2011년, JTBC) - 승평부부인 박씨 역
- 《닥터 프로스트》 (2014년~2015년, OCN) - 장선경 역 (특별출연)
- 《영웅들》 (2015년, QTV)[3]
- 《옥중화》 (2016년, MBC) - 민수옥 역[4]
- 《얘네들 MONEY?!》 (2016년, 네이버 TV캐스트) - 혜라 모 역 (특별출연)
- 《힘쎈여자 도봉순》 (2017년, JTBC) - 안민혁의 새어머니 역
- 《화유기》 (2018년, tvN)
- 《우리가 만난 기적》 (2018년, KBS2)

### 영화
- 《어제 일은 모두 괜찮아》 (2019년) - 준영 모 / 지근 모 역
- 《패밀리》 (2002년) - 섹시클럽 마담 역
- 《몽중인》 (2002년) - 주리혜 역
- 《남정순 엄마누라줌마》 (2000년) - 강민정 역
- 《그건 너》 (1974년)
- 《증언》 (1974년)